# Радомірка
Радомірка (пол. Radomirka) — село в Польщі, у гміні Високе Люблінського повіту Люблінського воєводства.
Населення — 54 особи (2011).
У 1975-1998 роках село належало до Замойського воєводства.

## Демографія
Демографічна структура станом на 31 березня 2011 року:
|          | Загалом | Допрацездатний вік | Працездатний вік | Постпрацездатний вік |
| -------- | ------- | ------------------ | ---------------- | -------------------- |
| Чоловіки | 28      | 5                  | 16               | 7                    |
| Жінки    | 26      | 5                  | 10               | 11                   |
| Разом    | 54      | 10                 | 26               | 18                   |